# Eliud Williams
Eliud Williams (Roseau, 21 de agosto de 1948) foi o sexto presidente da Dominica.

## Vida e carreira
Eliud Williams nasceu em 1948 na Dominica. Depois da faculdade, ele entrou para a política.
Foi nomeado Comissário das Cooperativas de 1985 a 1987. Entrou para o serviço público e ocupou vários cargos. Ele obteve o título de mestre em Administração de Empresas na University of the West Indies em 1995.
Foi Secretário Permanente do Ministério da Saúde e Segurança Social de 1992 a 1996, depois do Ministério da Agricultura e Ambiente até 2000. No serviço público, foi presidente do projecto governamental da Empresa Rural de 1996 a 2000.
Em 2004, ele se tornou Diretor-Geral da Autoridade de Telecomunicações do Caribe Oriental, cargo que ocupou até 2008. Em seguida, ele foi para o Ministério das Comunicações, Obras e Habitação até 2008. De 2004 a 2008, ele foi consultor sênior da WHITCO Inc, atuando no planejamento de negócios. 
Após a renúncia do presidente Nicholas Liverpool devido a problemas de saúde e morte posterior, Eliud Williams foi o candidato do Partido Trabalhista de Dominica à presidência. Ele foi eleito pelo Parlamento em 18 de setembro de 2012, em uma eleição boicotada pelo principal partido da oposição, o Partido dos Trabalhadores Unidos, que alegou que o processo era inconstitucional.
 

Eliud tem um irmão, Signorette Joseph Williams, que migrou para St. Croix USVI no final dos anos 1960 antes de se mudar para os Estados Unidos em 1980.